# Demetrious Johnson
Demetrious Khrisna Johnson, né le 13 août 1986 à Madisonville dans le Kentucky, est un pratiquant américain d'arts martiaux mixtes. Il est sous contrat avec l'organisation ONE Championship de octobre 2018 à 2024.
Il fut le champion inaugural du titre des poids mouches de l'UFC, et détient le record du plus grand nombre de défenses de titre des poids mouches ainsi que toute catégories confondues à l'UFC avec 11 défenses. Il posa les gants en fin 2024 et met fin à sa carrière.

## Carrière en arts martiaux mixtes

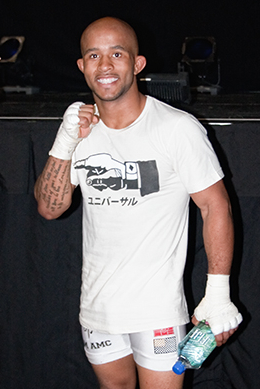
Demetrious Johnson.

### Champion des poids mouches de l'UFC
Après l'annulation du match entre Rory MacDonald et Hector Lombard prévu pour la soirée UFC 186, c'est alors la défense de titre de Johnson face au Japonais Kyoji Horiguchi qui est ajoutée à l'événement.
Le combat s'empare même de la tête d'affiche après le report du match entre T.J. Dillashaw et Renan Barão.
Les deux hommes se rencontrent le 25 avril 2015 à Montréal. Johnson domine les débats avant de remporter la victoire par clé de bras à la toute dernière seconde du cinquième et dernier round. Cette soumission devient l'arrêt d'un combat le plus tardif dans l'histoire de l'UFC
et permet au champion de décrocher un bonus de performance de la soirée.

## Palmarès en arts martiaux mixtes

### Distinctions
- ONE Championship
  - Vainqueur du ONE Championship Flyweight Grand-Prix
- Ultimate Fighting Championship
  - Champion poids mouches de l'UFC (2012-2018)
  - Combat de la soirée (une fois) (contre Ian McCall/contre John Dodson)
  - Performance de la soirée (deux fois)
  - KO de la soirée (une fois)
  - Soumission de la soirée (une fois)
  - Record du nombre de défenses de titre (11)

### Historique des combats
| 37 combats     | 32 victoires | 4 défaites |
| Par KO         | 6            | 1          |
| Par soumission | 12           | 0          |
| Sur décision   | 14           | 3          |
| Égalités       | 1            | 1          |

| Résultat | Record | Adversaire          | Méthode                                 | Événement                                       | Date              | Round | Temps | Lieu                                    | Notes                                                                                  |
| -------- | ------ | ------------------- | --------------------------------------- | ----------------------------------------------- | ----------------- | ----- | ----- | --------------------------------------- | -------------------------------------------------------------------------------------- |
| Victoire | 32-4-1 | Adriano Moraes      | Décision unanime                        | ONE Fight Night 10                              | 5 mai 2023        | 5     | 5:00  | Broomfield, Colorad, États-Unis         | Défend le titre poids mouche du ONE Championship.                                      |
| Victoire | 31-4-1 | Adriano Moraes      | KO (coup de genou)                      | ONE on Prime Video 1                            | 27 août 2022      | 4     | 3:50  | Kallang, Singapour                      | Remporte le titre poids mouche du ONE Championship. Performance de la soirée.          |
| Victoire | 30-4-1 | Rodtang Jitmuangnon | Soumission (étranglement arrière)       | ONE Championship : Special Rules Super Fight    | 26 mars 2022      | 2     | 2:13  | Kallang, Singapour                      | Quatre rounds de trois minutes alternant entre les règles du Muay Thai et du MMA.      |
| Défaite  | 29-4-1 | Adriano Moraes      | KO (coup de genou)                      | ONE on TNT 1                                    | 7 avril 2021      | 2     | 2:24  | Kallang, Singapour                      | Pour le titre des poids mouches du ONE Championship                                    |
| Victoire | 29-3-1 | Danny Kingad        | Décision unanime                        | ONE Championship: Century Part. 1               | 12 octobre 2019   | 3     | 5:00  | Tokyo, Japon                            | Finale du ONE Championship Flyweight Grand-Prix.                                       |
| Victoire | 28-3-1 | Tatsumitsu Wada     | Décision unanime                        | ONE Championship: Dawn of Heroes                | 2 août 2019       | 3     | 5:00  | Pasay, Philippines                      | Demi-finale du ONE Championship Flyweight Grand-Prix.                                  |
| Victoire | 27-3-1 | Yuya Wakamatsu      | Soumission (étranglement en guillotine) | ONE Championship: A New Era                     | 31 mars 2019      | 2     | 2:40  | Tokyo, Japon                            | Quart de finale du ONE Championship Flyweight Grand-Prix.                              |
| Défaite  | 26-3-1 | Henry Cejudo        | Décision partagée                       | UFC 227: Dillashaw vs. Garbrandt 2              | 4 août 2018       | 5     | 5:00  | Los Angeles, Californie, États-Unis     | Perd le titre des poids mouches de l'UFC.                                              |
| Victoire | 26-2-1 | Wilson Reis         | Soumission (clé de bras)                | UFC on Fox: Johnson vs. Reis                    | 15 avril 2017     | 3     | 4:49  | Kansas City, Missouri, États-Unis       | Défend le titre des poids mouches de l'UFC. Performance de la soirée.                  |
| Victoire | 25-2-1 | Tim Elliott         | Décision unanime                        | The Ultimate Fighter 24 Finale                  | 3 décembre 2016   | 5     | 5:00  | Las Vegas, Nevada, États-Unis           | Défend le titre des poids mouches de l'UFC.                                            |
| Victoire | 24-2-1 | Henry Cejudo        | TKO (coups de genou et coups de poing)  | UFC 197: Jones vs. Saint Preux                  | 23 avril 2016     | 1     | 2:49  | Las Vegas, Nevada, États-Unis           | Défend le titre des poids mouches de l'UFC.                                            |
| Victoire | 23-2-1 | John Dodson         | Décision unanime                        | UFC 191: Johnson vs. Dodson II                  | 5 septembre 2015  | 5     | 5:00  | Las Vegas, Nevada, États-Unis           | Défend le titre des poids mouches de l'UFC.                                            |
| Victoire | 22-2-1 | Kyoji Horiguchi     | Soumission (clé de bras)                | UFC 186: Johnson vs. Horiguchi                  | 25 avril 2015     | 5     | 4:59  | Montréal, Québec, Canada                | Défend le titre des poids mouches de l'UFC. Performance de la soirée.                  |
| Victoire | 21-2-1 | Chris Cariaso       | Soumission (kimura)                     | UFC 178: Johnson vs. Cariaso                    | 27 septembre 2014 | 2     | 2:29  | Las Vegas, Nevada, États-Unis           | Défend le titre des poids mouches de l'UFC.                                            |
| Victoire | 20-2-1 | Ali Bagautinov      | Décision unanime                        | UFC 174: Johnson vs Bagautinov                  | 4 juin 2014       | 5     | 5:00  | Vancouver, Colombie Britannique, Canada | Défend le titre des poids mouches de l'UFC.                                            |
| Victoire | 19-2-1 | Joseph Benavidez    | KO (coups de poing)                     | UFC on Fox: Johnson vs. Benavidez II            | 14 décembre 2013  | 1     | 2:08  | Sacramento, Californie, États-Unis      | Défend le titre des poids mouches de l'UFC. KO de la soirée.                           |
| Victoire | 18-2-1 | John Moraga         | Soumission (clé de bras)                | UFC on Fox: Johnson vs. Moraga                  | 27 juillet 2013   | 5     | 3:43  | Seattle, Washington, États-Unis         | Défend le titre des poids mouches de l'UFC. Soumission de la soirée.                   |
| Victoire | 17-2-1 | John Dodson         | Décision unanime                        | UFC on Fox: Johnson vs. Dodson                  | 26 janvier 2013   | 5     | 5:00  | Chicago, Illinois, États-Unis           | Défend le titre des poids mouches de l'UFC. Combat de la soirée.                       |
| Victoire | 16-2-1 | Joseph Benavidez    | Décision partagée                       | UFC 152: Jones vs. Belfort                      | 22 septembre 2012 | 5     | 5:00  | Toronto, Ontario, Canada                | Remporte le tournoi d'inauguration du titre des poids mouches de l'UFC.                |
| Victoire | 15-2-1 | Ian McCall          | Décision unanime                        | UFC on FX: Johnson vs. McCall                   | 8 juin 2012       | 3     | 5:00  | Sunrise, Floride, États-Unis            | Demi-finale du tournoi des poids mouches.                                              |
| Égalité  | 14-2-1 | Ian McCall          | Égalité majoritaire                     | UFC on FX: Alves vs. Kampmann                   | 3 mars 2012       | 3     | 5:00  | Sydney, Australie                       | Début en poids mouches. Demi-finale du tournoi des poids mouches. Combat de la soirée. |
| Défaite  | 14-2   | Dominick Cruz       | Décision unanime                        | UFC Live: Cruz vs. Johnson                      | 1er octobre 2011  | 5     | 5:00  | Washington, États-Unis                  | Pour le titre des poids coqs de l'UFC.                                                 |
| Victoire | 14-1   | Miguel Torres       | Décision unanime                        | UFC 130: Rampage vs. Hamill                     | 28 mai 2011       | 3     | 5:00  | Las Vegas, Nevada, États-Unis           |                                                                                        |
| Victoire | 13-1   | Norifumi Yamamoto   | Décision unanime                        | UFC 126: Silva vs. Belfort                      | 5 février 2011    | 3     | 5:00  | Las Vegas, Nevada, États-Unis           |                                                                                        |
| Victoire | 12-1   | Damacio Page        | Soumission (étranglement en guillotine) | WEC 52: Faber vs. Mizugaki                      | 11 novembre 2010  | 3     | 2:27  | Las Vegas, Nevada, États-Unis           |                                                                                        |
| Victoire | 11-1   | Nick Pace           | Décision unanime                        | WEC 51: Aldo vs. Gamburyan                      | 30 septembre 2010 | 3     | 5:00  | Broomfield, Colorado, États-Unis        |                                                                                        |
| Défaite  | 10-1   | Brad Pickett        | Décision unanime                        | WEC 48: Aldo vs. Faber                          | 24 avril 2010     | 3     | 5:00  | Sacramento, Californie, États-Unis      |                                                                                        |
| Victoire | 10-0   | Jesse Brock         | KO (coup de pied à la tête)             | AFC 68                                          | 10 février 2010   | 1     | 1:06  | Anchorage, Alaska, États-Unis           |                                                                                        |
| Victoire | 9-0    | Frankie Mendez      | Soumission (étranglement arrière)       | King of the Cage: Thunderstruck                 | 15 août 2009      | 1     | 4:38  | Everett, Washington, États-Unis         |                                                                                        |
| Victoire | 8-0    | Louis Contreras     | Soumission (étranglement arrière)       | Genesis: Rise of Kings                          | 27 juin 2009      | 1     | NC    | Shoreline, Washington, États-Unis       |                                                                                        |
| Victoire | 7-0    | Forrest Seabourn    | Soumission (étranglement arrière)       | Genesis: Cold War                               | 6 décembre 2008   | 1     | NC    | Bellevue, Washington, États-Unis        |                                                                                        |
| Victoire | 6-0    | Jose Garza          | Soumission (clé de bras)                | AX Fighting Championships 22: Last Man Standing | 16 août 2008      | 2     | 1:56  | Lynnwood, Washington, États-Unis        |                                                                                        |
| Victoire | 5-0    | Louis Contreras     | Soumission (americana)                  | USA MMA: Northwest Fighting Challenge 6         | 29 mars 2008      | 1     | NC    | Tumwater, Washington, États-Unis        |                                                                                        |
| Victoire | 4-0    | Eric Alvarez        | Décision unanime                        | AX Fighting Championships 20: March Madness     | 8 mars 2008       | 5     | 5:00  | Lynnwood, Washington, États-Unis        |                                                                                        |
| Victoire | 3-0    | Jeff Bourgeois      | Décision unanime                        | AX Fighting Championships 18: The Art of War    | 8 mars 2007       | 3     | 5:00  | Lynnwood, Washington, États-Unis        |                                                                                        |
| Victoire | 2-0    | Pedro Mercado       | TKO (coups de poing)                    | King of the Cage: No Holds Barred               | 14 juillet 2007   | 1     | 1:25  | Porterville, Californie, États-Unis     |                                                                                        |
| Victoire | 1-0    | Brandon Fieds       | KO (coup de poing)                      | AX Fighting Championships 16: Annihilation      | 28 avril 2007     | 1     | 0:45  | Everett, Washington, États-Unis         |                                                                                        |